# Línea 21 (TUC Pamplona)
| 21 | Zirkularra Ekialdea: Hirigunea ↔ Antsoain Circular Este: Centro ↔ Ansoáin |

La línea 21 del Transporte Urbano Comarcal de Pamplona (EHG/TUC) es una línea de autobús urbano que conecta el municipio de Ansoáin con el centro de Pamplona pasando por los barrios de Rochapea y Chantrea.
A lo largo de su recorrido conecta lugares importantes como el Palacio de Navarra, la Plaza del Castillo, la Iglesia de San Nicolás, la Estación de tren, el Parque del Mundo, el Puente de la Magdalena, la Plaza de Toros Monumental, el Frontón de Labrit, la calle Estafeta, el Teatro Gayarre, la Plaza de las Merindades y la Plaza Príncipe de Viana.
Está complementada por la línea 3, que realiza el mismo recorrido en sentido contrario.
Actualmente, el recorrido de la antigua línea no está sustituido por ninguna otra línea.

## Historia
La línea abrió en 1953, explotada por la empresa La Villavesa SA. Unía Santa Lucía con la Plaza de la Argentina.
En 1969, tras el cierre de La Villavesa SA, la línea pasa a manos de la COTUP.
En 1990 se creó una extensión a Landaben.
En 1999, con la reordenación del Transporte Urbano Comarcal, la línea 13 sustituye su recorrido a Landaben y en 2007 se modifica el recorrido de la línea 21, creando un recorrido entre la Plaza de la Paz y el aeropuerto.
En 2010, con los recortes establecidos a causa de los problemas financieros de la red, la línea 21 se suprimió y se sustituyó la denominación de la línea 3 por 21, es decir el recorrido actual.
En septiembre de 2017, con el Plan de Amabilización del Centro de Pamplona, se eliminó la parada en Plaza de la Paz, añadiendo una en Baluarte y otra en Conde Oliveto.
En diciembre de 2017 se mejoran las frecuencias de la línea.
En marzo de 2018, coincidiendo con la apertura del aparcamiento intermodal de Trinitarios, se sustituyó la parada Guipúzcoa-Ochagavía por la actual, más cerca del aparcamiento, para dar servicio a dicho aparcamiento.

## Explotación

### Frecuencias
La línea está operativa todos los días del año. Estas son las frecuencias:
- Laborables: 10' (de 07:05 a 22:25) - 12' (de 06:29 a 07:05)
- Sábados: 10' (de 09:05 a 22:25) - 12' (de 06:30 a 09:05)
- Domingos y festivos: 12' (de 09:21 a 22:33) - 15' (de 06:23 a 09:21)

### Recorrido
Todos los autobuses realizan todo el recorrido.

## Paradas
|  | Parada                                             | Parada | Parada | Parada | Parada                                          | Municipio | Correspondencia                          |  |
|  | -------------------------------------------------- | ------ | ------ | ------ | ----------------------------------------------- | --------- | ---------------------------------------- |  |
|  | Calle de los Hermanos Noain (Iglesia de San Cosme) |        | ■      |        | Noain Anaien Kalea (San Kosmeko Eliza)          | Ansoáin   | 3                                        |  |
|  | Calle de los Hermanos Noáin nº38                   |        | ■      |        | Noáin Anaien Kalea 38                           | Ansoáin   | 3                                        |  |
|  | Calle de Ansoáin nº19                              |        | ■      |        | Antsoaineko Kalea 19                            | Pamplona  | 3 7                                      |  |
|  | Avenida de Marcelo Celayeta nº99                   |        | ■      |        | Marcelo Celayetaren Etorbidea 99                | Pamplona  | 3 7                                      |  |
|  | Avenida de Marcelo Celayeta (frente nº76)          |        | ■      |        | Marcelo Celayetaren Etorbidea (76aren parean)   | Pamplona  | 3 7 14                                   |  |
|  | Avenida de Marcelo Celayeta (frente nº34)          |        | ■      |        | Marcelo Celayetaren Etorbidea (34aren parean)   | Pamplona  | 3 6 7                                    |  |
|  | Avenida de Marcelo Celayeta (frente nº4)           |        | ■      |        | Marcelo Celayetaren Etorbidea (4aren parean)    | Pamplona  | 3 7                                      |  |
|  | Avenida de Guipúzcoa (Cuatrovientos)               |        | ■      |        | Gipuzkoako Etorbidea (Cuatrovientos)            | Pamplona  | 3 7 9 16 17                              |  |
|  | Calle Biurdana (Paseo Kosterapea)                  |        | ■      |        | Biurdana Kalea (Kosterapea Pasealekua)          | Pamplona  | 3 16 17                                  |  |
|  | Calle Taconera (Bosquecillo)                       |        | ■      |        | Takonera Kalea (Basotxoa)                       | Pamplona  | 3 4 8 10 15 16 17                        |  |
|  | Calle Padre Adoain (Baluarte)                      |        | ■      |        | Adoain Aitaren Kalea (Baluarte)                 | Pamplona  | 3 4 9 12 17                              |  |
|  | Avenida del Conde Oliveto nº3                      |        | ■      |        | Oliveto Kontearen Etorbidea 3                   | Pamplona  | 1 2 3 4 5 8 9 10 11 12 15 17 18 20 23 25 |  |
|  | Avenida de San Ignacio (frente nº12)               |        | ■      |        | San Inazioaren Etorbidea (12aren parean)        | Pamplona  | 1 2 3 4 5 8 9 10 11 12 15 17 18 20 23 25 |  |
|  | Calle Cortes de Navarra (Avenida Carlos III)       |        | ■      |        | Nafarroako Gorteen Kalea (Karlos III Etorbidea) | Pamplona  | 2 3 5 6 11                               |  |
|  | Puente de la Magdalena                             |        | ■      |        | Magdalenako Zubia                               | Pamplona  | 3 5 11                                   |  |
|  | Calle Magdalena (frente nº1)                       |        | ■      |        | Magdalena Kalea (1aren parean)                  | Pamplona  | 3 5 11                                   |  |
|  | Magdalena Kalea (Calle Cuenca de Pamplona)         |        | ■      |        | Magdalena Kalea (Iruñerriko Kalea)              | Pamplona  | 3 5 7                                    |  |
|  | Calle de San Cristóbal (frente Centro de Salud)    |        | ■      |        | San Kristobaleko Kalea (Osasunetxearen parean)  | Pamplona  | 3 5 7                                    |  |
|  | Calle de San Cristóbal nº42                        |        | ■      |        | San Kristobaleko Kalea 42                       | Pamplona  | 3 5 7                                    |  |
|  | Avenida de Villava (Calle Ororbia)                 |        | ■      |        | Atarrabiako Etorbidea (Ororbia Kalea)           | Pamplona  | 3 5 7                                    |  |
|  | Avenida de Villava (Calle Capuchinos)              |        | ■      |        | Atarrabiako Etorbidea (Kaputxinos Kalea)        | Pamplona  | 3 7                                      |  |
|  | Avenida de Villava (Plaza Euskal Herria)           |        | ■      |        | Atarrabiako Etorbidea (Euskal Herria Plaza)     | Pamplona  | 3 7 11                                   |  |
|  | Calle de los Hermanos Noain (Iglesia de San Cosme) |        | ■      |        | Noain Anaien Kalea (San Kosmeko Eliza)          | Ansoáin   | 3                                        |  |

## Antigua línea
| 21 | Pakearen Plaza ↔ Aireportua Plaza de la Paz ↔ Aeropuerto |

### Frecuencias
La línea estaba operativa todos los días del año. Estas eran las frecuencias:
- Laborables: 30' (de 05:30 a 23:30)
- Sábados: 30' (de 05:30 a 23:00)
- Domingos y festivos: 30' (de 05:30 a 23:00)
- La línea realizó su último viaje el 31 de diciembre de 2010 debido a los problemas económicos por los que estaba pasando el transporte urbano comarcal de Pamplona en aquella época.

### Recorrido
Todos los autobuses realizaban todo el recorrido.

### Paradas
|  | Parada                                            | Parada | Parada | Parada | Parada                                                   | Municipio  | Correspondencia         |  |
|  | ------------------------------------------------- | ------ | ------ | ------ | -------------------------------------------------------- | ---------- | ----------------------- |  |
|  | Calle Yanguas y Miranda (Calle Estella)           |        | ■      |        | Yanguas y Miranda Kalea (Lizarra Kalea)                  | Pamplona   | 10 13 16 17 22          |  |
|  | Calle Navas de Tolosa (Hotel Tres Reyes)          |        | ■      |        | Tolosako Navas Kalea (Hiru Erregeen Hotela)              | Pamplona   | 3 4 8 10 13 15 16 17 22 |  |
|  | Avenida de Bayona nº6                             |        | ■      |        | Baionako Etorbidea 6                                     | Pamplona   | 8 9 10 12 13            |  |
|  | Avenida de Barañáin (frente nº19)                 |        | ■      |        | Barañaingo Etorbidea (19aren parean)                     | Pamplona   | 7 12 19                 |  |
|  | Avenida de Barañáin (Calle Malón de Chaide)       |        | ■      |        | Barañaingo Etorbidea (Malon Etxaidekoa Kalea)            | Pamplona   | 7 19                    |  |
|  | Avenida de Navarra (Clínica Universitaria)        |        | ■      |        | Nafarroako Etorbidea (Unibertsitateko Klinika)           | Pamplona   |                         |  |
|  | Avenida de Zaragoza nº23                          |        | ■      |        | Zaragozako Etorbidea 23                                  | Cordovilla | 16                      |  |
|  | Aeropuerto de Pamplona                            |        | ■      |        | Iruñeko Aireportua                                       | Noáin      |                         |  |
|  |                                                   |        |        |        |                                                          |            |                         |  |
|  | Aeropuerto de Pamplona                            |        | ■      |        | Iruñeko Aireportua                                       | Noáin      |                         |  |
|  | Avenida de Zaragoza (frente nº23)                 |        | ■      |        | Zaragozako Etorbidea (23aren parean)                     | Cordovilla | 16                      |  |
|  | Avenida de Navarra (frente Clínica Universitaria) |        | ■      |        | Nafarroako Etorbidea (Unibertsitateko Klinikaren parean) | Pamplona   |                         |  |
|  | Avenida de Barañáin (Avenida Navarra)             |        | ■      |        | Barañaingo Etorbidea (Nafarroa Etorbidea)                | Pamplona   | 7 19                    |  |
|  | Avenida de Barañáin nº17                          |        | ■      |        | Barañaingo Etorbidea 17                                  | Pamplona   | 7 12 19                 |  |
|  | Avenida de Bayona nº5                             |        | ■      |        | Baionako Etorbidea 5                                     | Pamplona   | 8 9 10 12 13            |  |
|  | Calle Padre Adoain (Baluarte)                     |        | ■      |        | Adoain Aitaren Kalea (Baluarte)                          | Pamplona   | 16 17 22                |  |
|  | Calle Yanguas y Miranda (Calle Estella)           |        | ■      |        | Yanguas y Miranda Kalea (Lizarra Kalea)                  | Pamplona   | 10 13 16 17 22          |  |

## Tráfico
| Año  | Pasajeros | Variación |
| ---- | --------- | --------- |
| 2018 | 1 386 966 | ▲ 7,1%    |
| 2019 | 1 485 715 | ▲ 7,1%    |

## Futuro
Dentro del Plan de Movilidad Urbana Sostenible de Cuenca de Pamplona, esta línea pasará a ser una línea de BTR, denominada  BTR3 